# Comacupes stoliczkae
Comacupes stoliczkae is een keversoort uit de familie Passalidae. De wetenschappelijke naam van de soort is voor het eerst geldig gepubliceerd in 1914 door Frederic Henry Gravely.
De soort komt voor op het schiereiland Malakka. Ze is genoemd naar Ferdinand Stoliczka, een uit Moravië afkomstige natuurwetenschapper die veel onderzoek deed in India en omstreken. Stoliczka beschreef zelf de soort Comacupes masoni die ook op Malakka voorkomt.